# Копчение рыбы

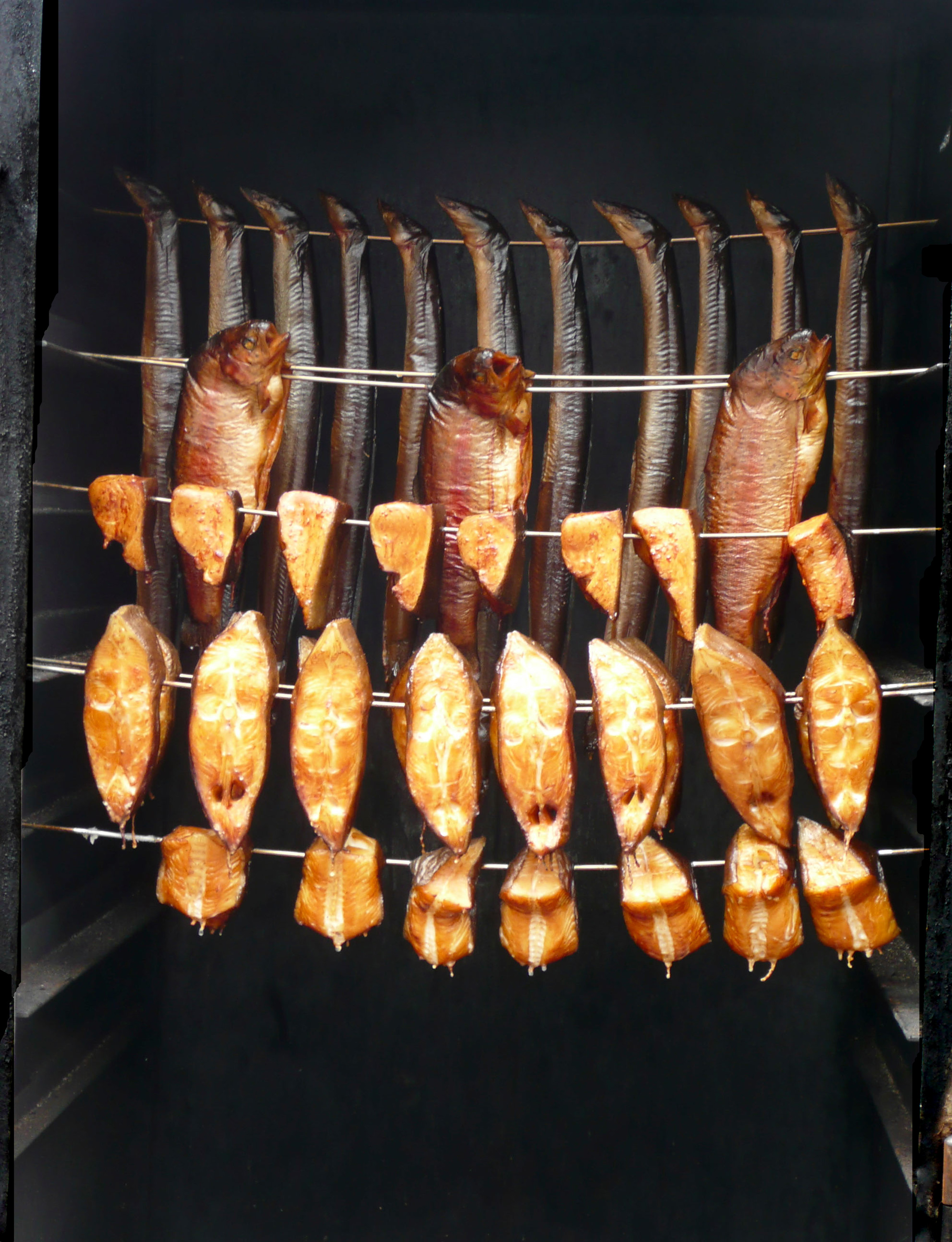
Рыба в коптильном шкафу

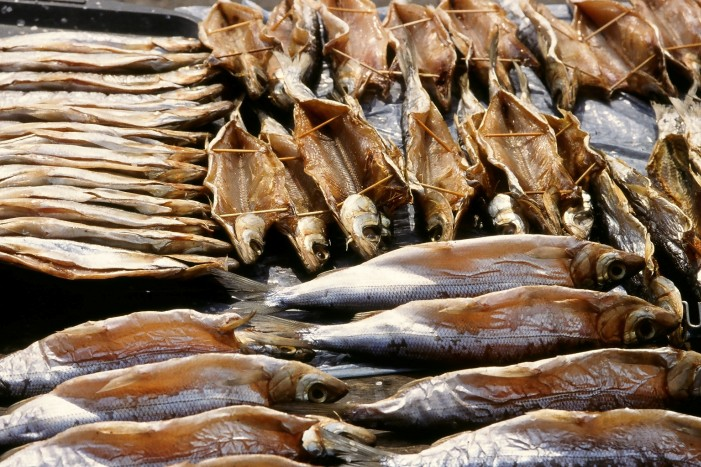
Копчёный омуль на рынке в Иркутске

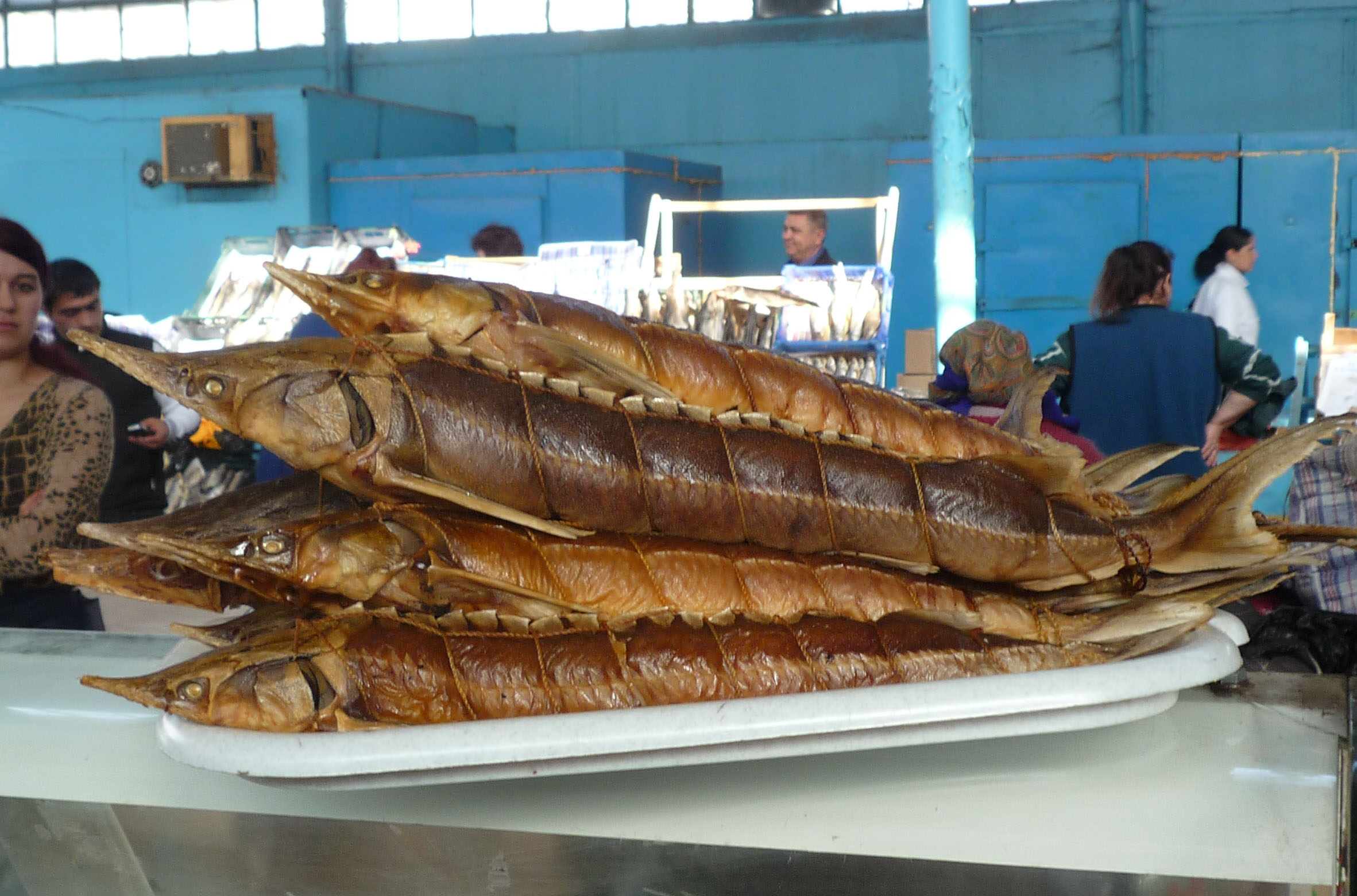
Копчёный осётр на рынке в Астрахани

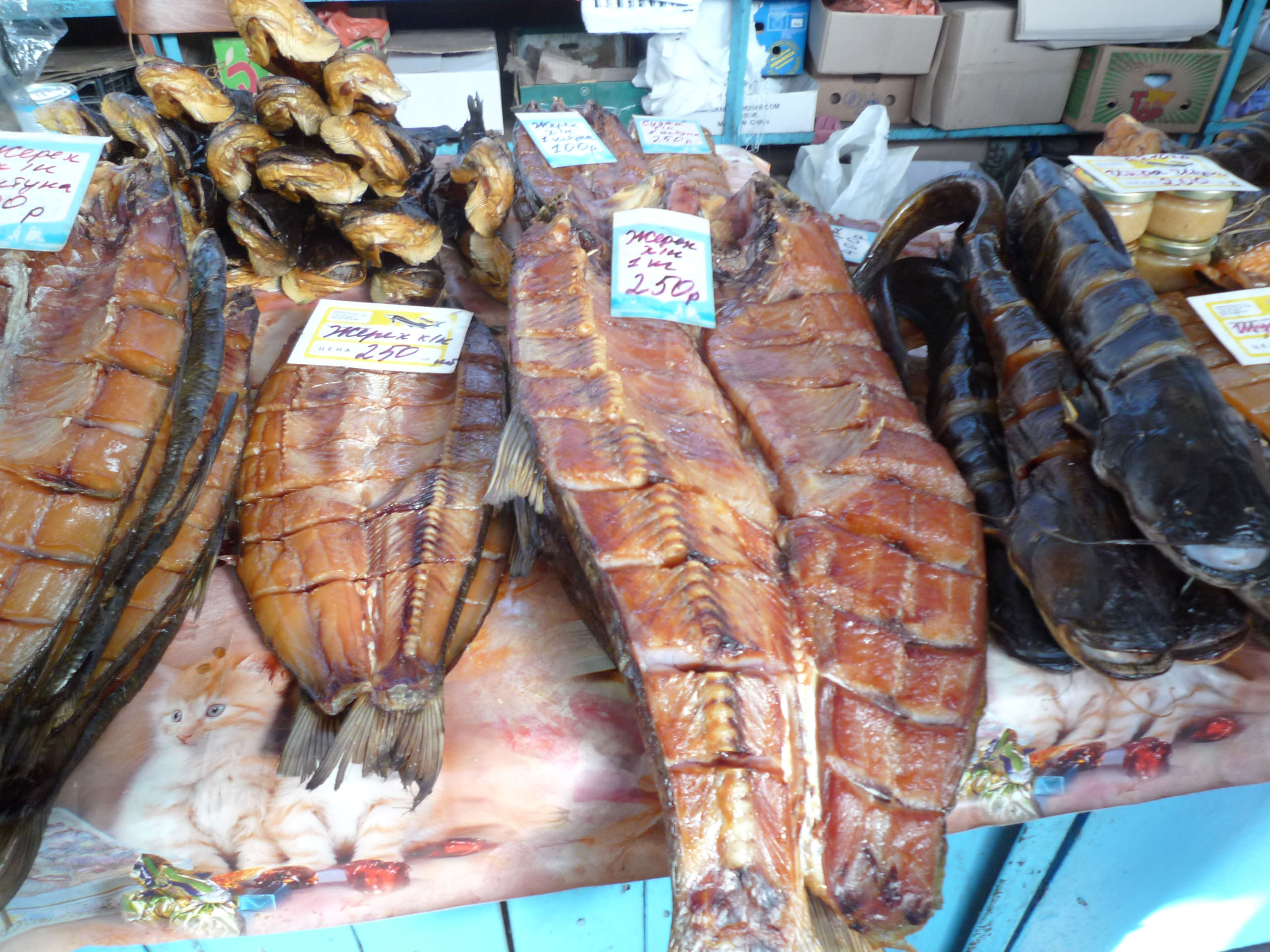
Жерех холодного копчения на рынке в Астрахани

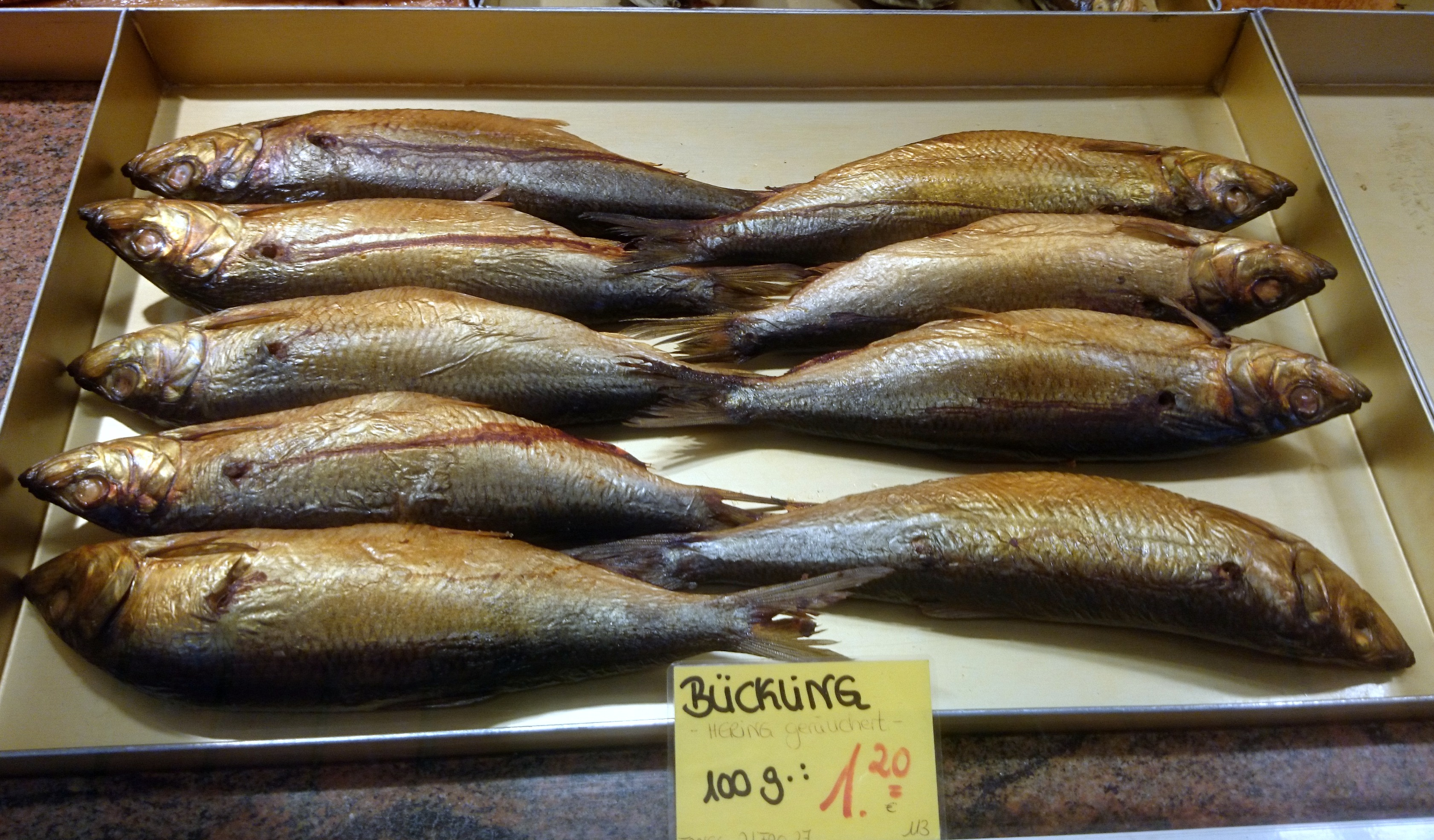
Бюклинг — немецкая копчёная сельдь

Копчение рыбы — процесс производства готовых к употреблению вкусных и питательных рыбных продуктов путём воздействия на рыбу поваренной соли и различных химических компонентов, содержащихся в древесном дыме или коптильной жидкости. В результате копчения рыба обезвоживается и теряет в массе, у неё изменяются структурно-механические свойства. Компоненты коптильного дыма проникают в толщу рыбы и окрашивают её поверхность. Копчение является комбинированным способом консервирования продуктов питания в результате анабиоза (ксероанабиоза, осмоанабиоза) с помощью продуктов теплового разложения древесины (коптильного дыма) и поваренной соли.
В России первыми коптить рыбу для торговли и обмена товарами начали новгородцы в XIII—XIV веках. В XVI—XVII веках сёмга холодного копчения под названием «лососинат» являлась основным экспортным товаром из Архангельска в Голландию и другие государства. В XIX—XX веках копчение стало самым популярным способом консервирования рыбы, особенно частиковых. К XIX веку коптильные предприятия стали размещать в основном в местах промысла рыбы. В XX веке коптильные заводы переместились в крупные города и работали на привозном сырье — солёной или мороженой рыбе.
В конце 1970-х годов в коптильном дыме и копчёной продукции были обнаружены полициклические ароматические углеводороды, обладающие канцерогенным и мутагенным действием, а также проканцерогенные нитрозамины и другие опасные для здоровья человека вещества типа метанола и формальдегида, что перевернуло традиционные представления о копчении и дало толчок развитию экологически чистых технологий копчения: бездымное копчение и обезвреживание и утилизация дымовых выбросов. Осознание вреда избытка поваренной соли стало отправной точкой в разработке технологий малосолёных копчёных изделий.
Копчение рыбы производится двумя основными способами: горячим (при высокой температуре 80—170 °C) и холодным (при температуре, не превышающей 40 °C). Продукция горячего копчения — нежное, сочное, полностью проваренное рыбное мясо небольшой солёности с лёгким ароматом дыма. Оно содержит большое количество влаги и не подлежит длительному хранению. При холодном копчении получается более стойкий в хранении рыбный продукт, содержащий значительно меньше влаги и больше соли, чем в продуктах горячего копчения.
Помимо основных способов горячего и холодного копчения существуют также технологии электрокопчения рыбы в поле тока высокого напряжения, а также комбинированного копчения с применением коптильной жидкости. При электрокопчении используется свойство дыма осаждаться в поле высокого напряжения постоянного тока: рыба в коптильной камере движется на конвейере между двумя электродами, находящимися под напряжением 40 тыс. вольт, дым приобретает соответствующий заряд и оседает на рыбе, имеющей противоположный заряд. Электрокопчёную рыбу затем проваривают в высокочастотном аппарате. При копчении с применением коптильной жидкости, отмоченный солёный полуфабрикат рыбы окунают в специальные ванны с разведённым водой препаратом, затем подсушивают и подкапчивают в дымовоздушной смеси. Плёнка коптильной жидкости способствует ускорению процесса колерования рыбы и сокращает процесс собственно копчения в среднем на 25 %.
Источником дыма и тепла при копчении рыбы является древесное топливо в виде дров, стружек и опилок, предпочтительно лиственных пород, в которых не содержатся смолистые вещества: обесшкуренная берёза, ольха, дуб, орешник, липа, клён, осина. При горении эти породы дают очень ароматный дым и короткое пламя. Влажность древесного топлива для копчения не должна превышать 25 %. От дыма из более сырой древесины продукт получает непривлекательный цвет, а также горьковатый и смолистый привкус. Количество получаемого дыма зависит от степени измельчения древесины: дрова дают в 5—6 раз больше дыма, чем такая же масса опилок. Скорость копчения рыбы зависит от концентрации дыма в камере и его температуры. Густой плотный дым ускоряет процесс, но придаёт рыбе тусклую тёмно-коричневую окраску и кисловато-горький привкус из-за содержащихся в нём смолистых веществ и кислот. Малоплотный дым не даёт надлежащей золотистой окраски и стойкий запах копчёности. Концентрация дыма определяется визуально по видимости источника света, например, электрической лампочки определённой мощности на определённом расстоянии.

## Горячее и холодное копчение рыбы

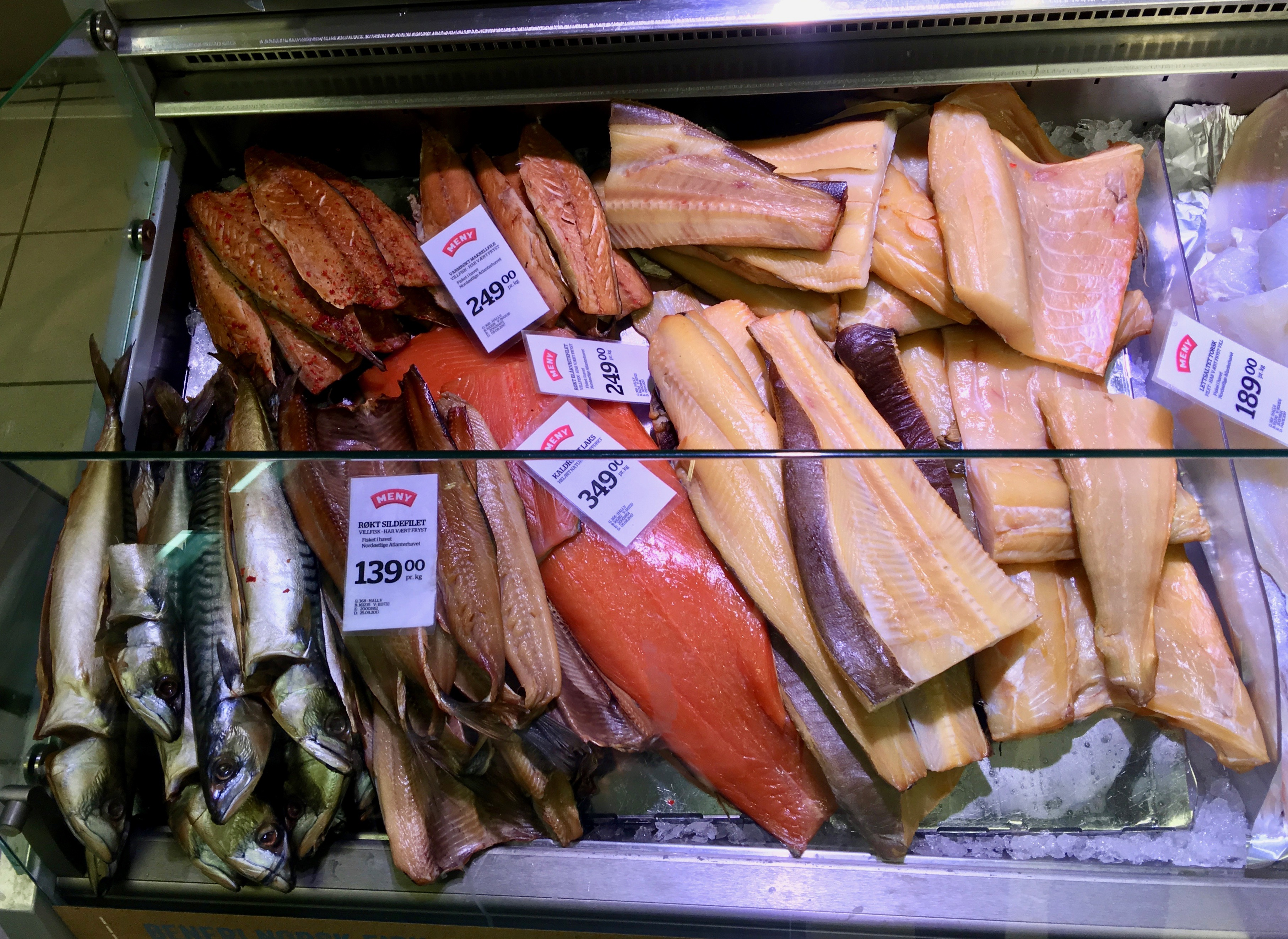
Рыба горячего и холодного копчения на рынке в норвежском Бергене

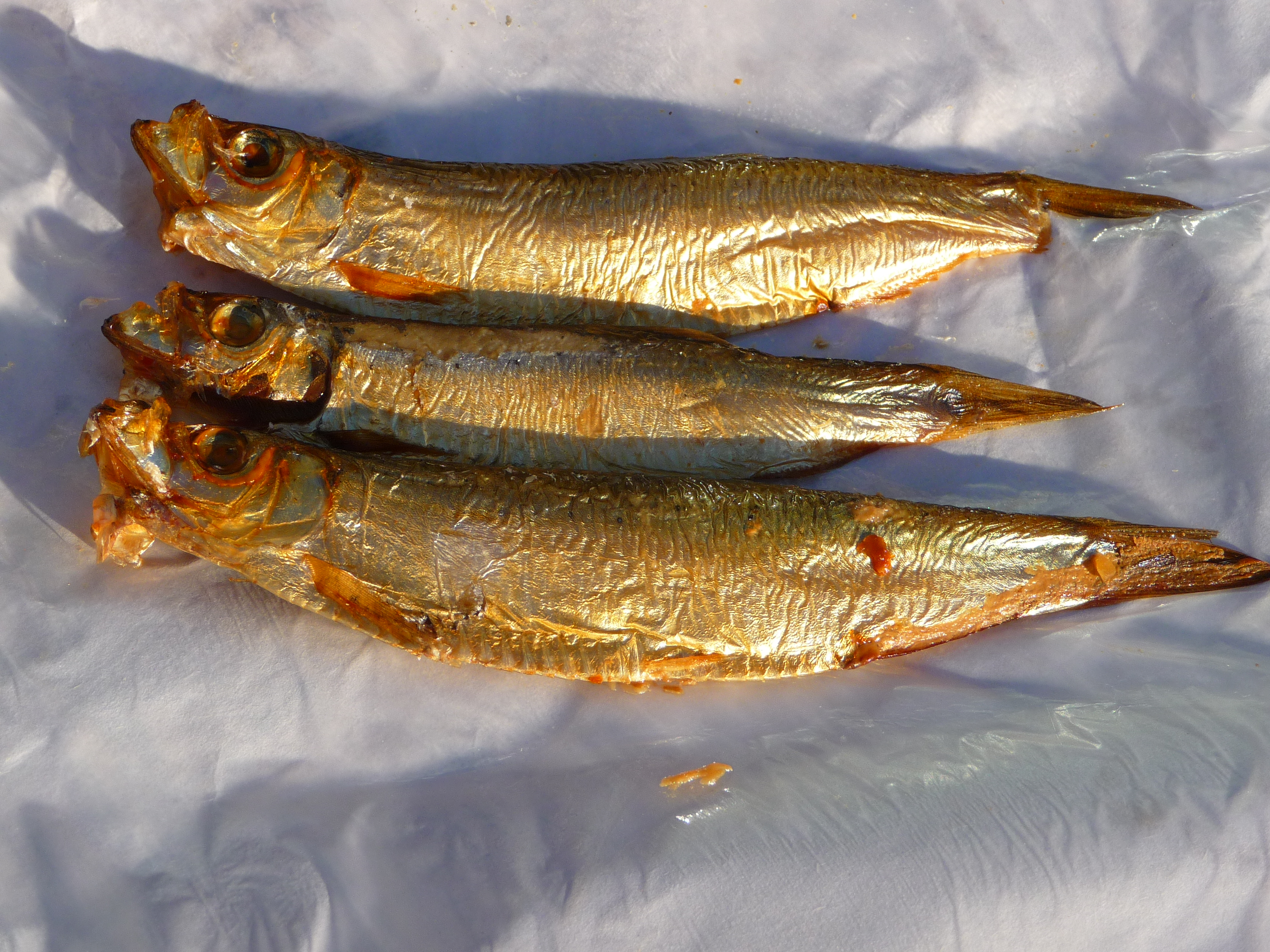
Кильские шпроты горячего копчения

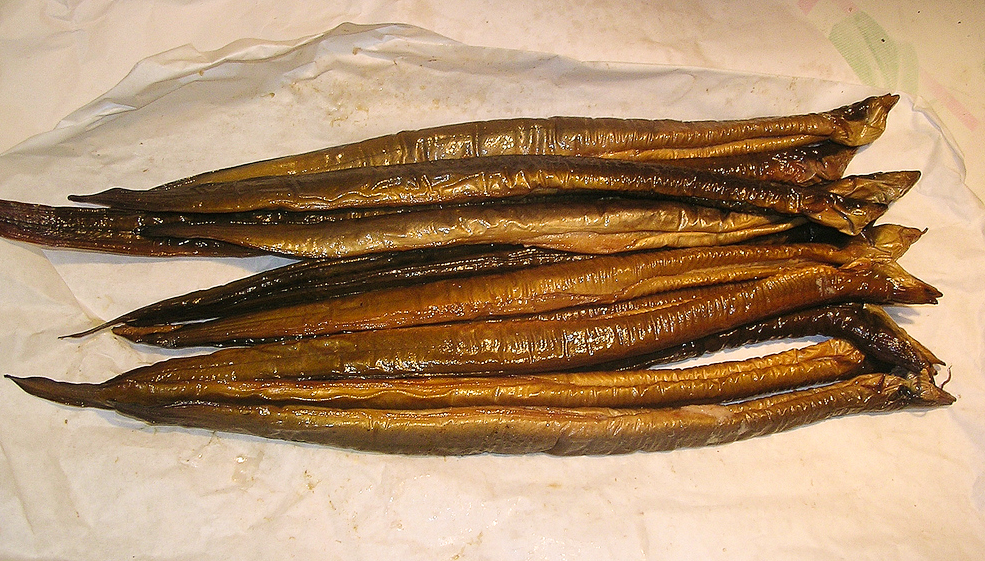
Копчёный угорь

При горячем копчении рыба пропекается в потоке дымовых газов, то есть проваривается, приобретая аромат и вкус копчёности. Рыбную продукцию горячего копчения производят из леща, сазана, сома, севрюги, морского окуня, осетра, сиговых, угря, салаки, кильки, рыбы-капитана, умбрины, нототении, клыкача и других видов рыб. После размораживания рыбу массой до 1,5 кг направляют на копчение неразделанной. Крупную рыбу потрошат с обезглавливанием и тщательно промывают. Перед горячим копчением рыбу на протяжении 2—6 часов солят — сухим методом (осетровых) или в тузлуке. После посола рыбу ополаскивают и направляют на прошивку или обвязку. Мелкую рыбу нанизывают на шомпола через жаберную щель и рот или через глаза. Среднюю рыбу прошивают или обвязывают, а затем навешивают на рейки и помещают в клети для загрузки в коптильные печи.
В процессе горячего копчения различают три стадии: подсушку поверхности рыбы (в течение 30—40 минут при температуре в камере 70—80 °C, при ярком горении дров), пропекание мяса рыбы до отделения костей (в течение 30—60 минут при температуре 100—140 °C) и собственно копчение до обретения характерных «копчёных» цвета (от светло-золотистого до тёмно-коричневого) и приятного аромата (в течение 50—100 минут при температуре 100—120 °C). На стадии копчения на горящие дрова сверху насыпают слой опилок толщиной 5—7 см. После охлаждения выгруженную готовую продукцию снимают с реек, сортируют по качеству и размерам и упаковывают в выстеленные изнутри упаковочной бумагой деревянные ящики вместимостью до 40 кг. Хранение рыбы горячего копчения производится при температуре от 2 до —2 °C.
При холодном копчении получают продукт со специфическим вкусом и ароматом копчёности. Наиболее распространённая рыба для холодного копчения — лещ, вобла, рыбец, сельдь, морской окунь, ставрида, скумбрия. Перед холодным копчением все виды рыб, кроме морского окуня, потрошат, макруруса также чистят от чешуи. После размораживания крупную рыбу разделывают на колодку потрошёную (частиковые, лососевые) и обезглавленную (треска и морской окунь). Возможна также разделка на спинку-балычок. После разделки рыбу опять солят, как при горячем копчении. Затем мелкую рыбу накалывают на рейки через глаза, под жаберные крышки или в затылочную кость. Крупную рыбу обвязывают шпагатом и навешивают на рейки и вставляют им в полость шпонки-распорки и направляют на предварительную подсушку в естественных условиях на открытых вешалах под навесом, в специальных сушильных камерах и коптильных камерах при сжигании топлива без дымообразования. В зависимости от времени года сушка может длиться от 0,5 до 4 и более суток, поэтому чаще применяется искусственная подсушка в тоннельных сушилках. Подсушенную рыбу загружают в коптильные камеры в шахматном порядке в несколько ярусов так, чтобы продукция не соприкасалась между собой. В зависимости от вида рыбы и температуры наружного воздуха температура в камере холодного копчения колеблется от 25 до 35 °C. Процесс холодного копчения занимает от 2 до 8 часов. С целью интенсификации процесса холодного копчения используются дымогенераторы различной конструкции, которые обеспечивают равномерную подачу дыма в камеры и сокращают продолжительность холодного копчения примерно в два раза. Рыбную продукцию холодного копчения хранят при температуре от —5 °C и относительной влажности воздуха 75—80 %.